# Cryptogramma
Cryptogramma és un gènere de falgueres de la família Pteridaceae. Creixen en zones rocoses i les fulles estèrils s'assemblen al julivert. Consta d'unes 5 espècies que viuen a les zones temperades de l'hemisferi nord.
Als Països Catalans el gènere està representat únicament per l'espècie dels Pirineus Cryptogramma crispa.

## Característiques
Aquest gènere té dos tipus de fulles molt diferents. Les fulles fèrtils porten els esporangis distribuïts en segments estrets, es poden corbar formant un sorus. Les fulles no fèrtils tenen segments més amples i semblen les fulles del julivert.

## Taxonomia
- Cryptogramma acrostichoides - Amèrica
- Cryptogramma cascadensis -
- Cryptogramma crispa - Europa
- Cryptogramma stichensis - Sitka
- Cryptogramma stelleri -